# 3 Schténg
3 Schténg is een Belgisch bier van hoge gisting.
Het bier wordt sinds 2002 gebrouwen in Brasserie Grain d'Orge te Homburg.
Het is een donkerbruin bier met een alcoholpercentage van 6%. 3 Schténg is Platdiets, een Limburg dialect, voor drie stenen, die verwijzen naar de grensstenen van het drielandenpunt Nederland, België en Duitsland, de toeristische trekpleister van de gemeente Gemmenich. 3-Schtèng wordt regelmatig geproduceerd en gecommercialiseerd door het restaurant dat gevestigd is in de Koning Boudewijntoren (de Panoramische uitkijktoren op het Drielandenpunt).